# Berghia benteva
Berghia benteva är en snäckart som först beskrevs av Er. Marcus 1958.  Berghia benteva ingår i släktet Berghia och familjen snigelkottar. Inga underarter finns listade i Catalogue of Life.